# طواف عمان 2016
طواف عمان 2016 (بالإنجليزية: Tour of Oman 2016 )‏ هو سباق دراجات هوائية، وهو الموسم رقم 7 من السباق، وأقيم خلال الفترة 16 فبراير 2016، وحتى 21 فبراير 2016، وامتدّ لمسافة 914 كيلومتر، وهو أحد سباقات طواف آسيا للدراجات 2016، وقد شارك في السباق 141 متسابقاً ووصل إلى نهايته 135 متسابقاً.
فاز فيه بالمركز الأول فينتشينزو نيبالي، وبالمركز الثاني رومان بارديه، وبالمركز الثالث جاكوب فوجلسانج، والفريق الفائز في ترتيب الفرق دايمنشن داتا 2016.

## الفرق
| فرق عالمية (9)- AG2R La Mondiale - أستانا - بي إم سي راسينغ - Dimension Data - Etixx-Quick Step - Giant-Alpecin - Katusha - Lampre-Merida - Lotto NL-Jumbo فرق قارية محترفة (9)- Bora-Argon 18 - CCC Development Team ‏ - دراباك 2016 ‏ - Fortuneo-Vital Concept - رومبوت تشارلز ‏ - Stölting Service Group (cycling team) ‏ - سبورت فلاندرين بالويس 2016 ‏ - UnitedHealthcare Pro Cycling (men's team) ‏ - Wanty-Groupe Gobert |  |
| |  |

## المراحل
| قائمة المراحل | قائمة المراحل | قائمة المراحل                        | قائمة المراحل | قائمة المراحل | قائمة المراحل       | قائمة المراحل       |
| المرحلة       | التاريخ       | الدورة                               |               | المسافة (كم)  | الفائز بالمرحلة     | القائد العام        |
| ------------- | ------------- | ------------------------------------ | ------------- | ------------- | ------------------- | ------------------- |
| 1             | 16 فبراير     | مسقط – Al Bustan, Oman ‏              | مرحلة جبلية   | 145٫5         | بوب جونهيلس         | بوب جونهيلس         |
| 2             | 17 فبراير     | ولاية السيب – ولاية قريات            | مرحلة جبلية   | 162           | إيدفالد بواسون هاغن | إيدفالد بواسون هاغن |
| 3             | 18 فبراير     | Al Sawadi, Oman ‏ – حديقة نسيم (مسقط) | مرحلة مستوية  | 176٫5         | ألكسندر كريستوف     | إيدفالد بواسون هاغن |
| 4             | 19 فبراير     | مسقط – الجبل الأخضر                  | مرحلة جبلية   | 180           | فينتشينزو نيبالي    | فينتشينزو نيبالي    |
| 5             | 20 فبراير     | السيفة (مسقط) – مسقط                 | مرحلة جبلية   | 119٫5         | إيدفالد بواسون هاغن | فينتشينزو نيبالي    |
| 6             | 21 فبراير     | مسقط – ولاية مطرح                    | مرحلة مستوية  | 130٫5         | ألكسندر كريستوف     | فينتشينزو نيبالي    |

## النتيجة

### مرحلة 1
هي مرحلة جبلية، أجريت في 16 فبراير 2016، وامتدّت لمسافة 145.5 كيلومتر فاز بالمرحلة بوب جونهيلس، ومتصدر الترتيب العام في نهاية المرحلة بوب جونهيلس، ومتصدر ترتيب الفرق دايمنشن داتا.
| التصنيف العام | التصنيف العام | التصنيف العام | التصنيف العام   | التصنيف العام |        |
| الدراج        | الدراج        | البلد         | الفريق          | الوقت         | السرعة |
| ------------- | ------------- | ------------- | --------------- | ------------- | ------ |
| 1.            | بوب جونهيلس   | لوكسمبورغ     | إتيكس-كويك ستيب |               |        |

### مرحلة 2
هي مرحلة جبلية، أجريت في 17 فبراير 2016، وامتدّت لمسافة 162 كيلومتر فاز بالمرحلة إيدفالد بواسون هاغن، ومتصدر الترتيب العام في نهاية المرحلة إيدفالد بواسون هاغن.
| التصنيف العام | التصنيف العام       | التصنيف العام | التصنيف العام         | التصنيف العام |        |
| الدراج        | الدراج              | البلد         | الفريق                | الوقت         | السرعة |
| ------------- | ------------------- | ------------- | --------------------- | ------------- | ------ |
| 1.            | إيدفالد بواسون هاغن | النرويج       | دايمنشن داتا          |               |        |
| 2.            | فينتشينزو نيبالي    | إيطاليا       | أستانا                |               |        |
| 3.            | جريج فان أفرمت      | بلجيكا        | بي إم سي راسينغ       |               |        |
| 4.            | رومان بارديه        | فرنسا         | أيه إل أم             |               |        |
| 5.            | سيرج باولس          | بلجيكا        | دايمنشن داتا          |               |        |
| 6.            | دافيدي ريبلين       | إيطاليا       | CCC Sprandi Polkowice |               |        |
| 7.            | دومينيكو بوزوفيفو   | إيطاليا       | أيه إل أم             |               |        |
| 8.            | روي كوستا           | البرتغال      | Lampre-Merida         |               |        |
| 9.            | جاكوب فوجلسانج      | الدنمارك      | أستانا                |               |        |
| 10.           | توم دومولين         | هولندا        | Giant-Alpecin         |               |        |

### مرحلة 3
هي مرحلة مسطحة، أجريت في 18 فبراير 2016، وامتدّت لمسافة 176.5 كيلومتر فاز بالمرحلة ألكسندر كريستوف، ومتصدر الترتيب العام في نهاية المرحلة إيدفالد بواسون هاغن، ومتصدر ترتيب الفرق دايمنشن داتا 2016 ‏.
| التصنيف العام | التصنيف العام       | التصنيف العام | التصنيف العام | التصنيف العام |        |
| الدراج        | الدراج              | البلد         | الفريق        | الوقت         | السرعة |
| ------------- | ------------------- | ------------- | ------------- | ------------- | ------ |
| 1.            | إيدفالد بواسون هاغن | النرويج       | دايمنشن داتا  |               |        |

### مرحلة 4
هي مرحلة جبلية، أجريت في 19 فبراير 2016، وامتدّت لمسافة 180 كيلومتر فاز بالمرحلة فينتشينزو نيبالي، ومتصدر الترتيب العام في نهاية المرحلة فينتشينزو نيبالي.
| التصنيف العام | التصنيف العام    | التصنيف العام | التصنيف العام | التصنيف العام |        |
| الدراج        | الدراج           | البلد         | الفريق        | الوقت         | السرعة |
| ------------- | ---------------- | ------------- | ------------- | ------------- | ------ |
| 1.            | فينتشينزو نيبالي | إيطاليا       | أستانا        |               |        |

### مرحلة 5
هي مرحلة جبلية، أجريت في 20 فبراير 2016، وامتدّت لمسافة 119.5 كيلومتر فاز بالمرحلة إيدفالد بواسون هاغن، ومتصدر الترتيب العام في نهاية المرحلة فينتشينزو نيبالي.
| التصنيف العام | التصنيف العام    | التصنيف العام | التصنيف العام | التصنيف العام |        |
| الدراج        | الدراج           | البلد         | الفريق        | الوقت         | السرعة |
| ------------- | ---------------- | ------------- | ------------- | ------------- | ------ |
| 1.            | فينتشينزو نيبالي | إيطاليا       | أستانا        |               |        |

### مرحلة 6
هي مرحلة مسطحة، أجريت في 21 فبراير 2016، وامتدّت لمسافة 130.5 كيلومتر فاز بالمرحلة ألكسندر كريستوف.
| الدراج | الدراج | البلد | الفريق | الوقت | السرعة |  |

## التصنيف العام النهائي
| التصنيف العام | التصنيف العام       | التصنيف العام | التصنيف العام | التصنيف العام  |        |
| الدراج        | الدراج              | البلد         | الفريق        | الوقت          | السرعة |
| ------------- | ------------------- | ------------- | ------------- | -------------- | ------ |
| 1.            | فينتشينزو نيبالي    | إيطاليا       | أستانا        | 22 س 25 د 25 ث |        |
| 2.            | رومان بارديه        | فرنسا         | أيه إل أم     | + 15 ث         |        |
| 3.            | جاكوب فوجلسانج      | الدنمارك      | أستانا        | + 24 ث         |        |
| 4.            | توم دومولين         | هولندا        | Giant-Alpecin | + 40 ث         |        |
| 5.            | روي كوستا           | البرتغال      | Lampre-Merida | + 54 ث         |        |
| 6.            | إيدفالد بواسون هاغن | النرويج       | دايمنشن داتا  | + 1 د 06 ث     |        |

## وصلات خارجية
- الموقع الرسمي
- طواف عمان 2016 على موقع إحصائيات الدراجات الإحترافية (الإنجليزية)